# Konstruktiv röstnedläggning
Konstruktiv röstnedläggning innebär att en medlemsstat inom Europeiska unionen avstår från att rösta i Europeiska rådet eller Europeiska unionens råd vid en omröstning om ett beslut rörande den gemensamma utrikes- och säkerhetspolitiken som kräver enhällighet, utan att hindra övriga medlemsstater från att anta beslutet. Medlemsstaten i fråga kan då avge en formell förklaring som innebär att den inte blir bunden av det fattade beslutet, men förutsätts att – i en ”anda av ömsesidig solidaritet” – avstå från varje handling som kan strida mot eller hindra genomförandet av beslutet av unionen och dess övriga medlemsstater. Förfarandet utgör ett alternativ till att lägga in ett veto vid beslutsfattande som kräver enhällighet. Om minst en tredjedel av medlemsstaterna, som omfattar minst en tredjedel av unionens befolkning, använder sig av möjligheten till konstruktiv röstnedläggning vid en omröstning kan beslutet dock inte antas.
Bestämmelserna om konstruktiv röstnedläggning återfinns i artikel 31.1 i fördraget om Europeiska unionen:
| ”                                                                                        | (...) En rådsmedlem som avstår från att rösta får motivera sitt avstående genom att avge en formell förklaring enligt detta stycke. Om så sker ska rådsmedlemmen inte vara skyldig att tillämpa beslutet men ska godta att beslutet är förpliktande för unionen. Den berörda medlemsstaten ska i en anda av ömsesidig solidaritet avhålla sig från varje handling som skulle kunna strida mot eller hindra en unionshandling på grundval av det beslutet, och de andra medlemsstaterna ska respektera dess ståndpunkt. Om de rådsmedlemmar som på detta sätt motiverar sitt avstående företräder minst en tredjedel av medlemsstaterna, som samtidigt omfattar minst en tredjedel av unionens befolkning, ska beslutet inte antas. | „ |
| – Artikel 31.1 i fördraget om Europeiska unionen efter Lissabonfördragets ikraftträdande | |   |

Bestämmelserna om konstruktiv röstnedläggning infördes genom Amsterdamfördraget, som trädde i kraft den 1 maj 1999, och syftade till att underlätta beslutsfattande inom den gemensamma utrikes- och säkerhetspolitiken.

## Användning
Fram till Rysslands invasion av Ukraina 2022 hade konstruktiv röstnedläggning endast använts vid ett enda tillfälle; när unionen 2008 beslutade att inrätta ett civilt uppdrag inom den gemensamma säkerhets- och försvarspolitiken för Kosovo. Vid det tillfället använde sig Cypern, Grekland, Rumänien, Slovakien och Spanien av möjligheten till konstruktiv röstnedläggning (samtliga av dessa medlemsstater vägrade senare att erkänna Kosovos självständighet).
Sedan 2022 har konstruktiv röstnedläggning använts dels i samband med beslut om användandet av den europeiska fredsfaciliteten, dels i samband med ett beslut om Europeiska unionens uppdrag för militärt bistånd till Ukraina.